# 波洛溫諾耶湖 (車里雅賓斯克州)
55°0′12″N 61°34′7″E / 55.00333°N 61.56861°E
波洛溫諾耶湖（俄语：Половинное），是俄羅斯的湖泊，位於該國西南部車里雅賓斯克州，處於科佩伊斯克南部，面積5平方公里，平均水深2.5米，最大水深4米。